# Trichoglossus chlorolepidotus
El lori escuamiverde (Trichoglossus chlorolepidotus) es una especie de ave psitaciforme de la familia Psittaculidae originaria de Australia. Es más chico que sus primos, el loriquito arcoíris (Trichoglossus haematodus) y el loriquito de cuello rojo (Trichoglossus haematodus rubritorquis), que también viven en Australia.